# Almansor (Heine)
Almansor ist eine Tragödie in acht Bildern von Heinrich Heine, die 1823 veröffentlicht und uraufgeführt wurde.

## Handlung
Die Handlung spielt um 1500 in der Gegend von Granada. Der junge Maure Almansor ist aus dem Exil in seine Heimat zurückgekehrt in der Hoffnung, seine Geliebte Zuleima wiederzusehen. Er trifft auf Hassan, den früheren Diener seiner Familie, und dieser berichtet ihm über die missliche Lage der in Spanien verbliebenen, zum Christentum konvertierten Mauren. – Auf dem Schloss des früheren maurischen Edelmannes Ali, der sich taufen ließ und nunmehr Don Gonzalvo heißt, wird die Verlobung seiner Tochter Zuleima (jetzt Donna Clara) gefeiert. Ali bekennt dem Bräutigam Don Enrique die verworrene Kindheitsgeschichte seiner Braut: Ali und sein guter Freund Abdullah hatten zwei Kinder, Almansor und Zuleima, die einander schon von Kindesalter an versprochen waren. Doch weil Alis Frau bei der Geburt des Kindes starb, ließ er seinen Sohn von Abdullah aufziehen, nahm aber kurz danach im Gegenzug dessen Tochter Zuleima als sein eigenes Kind an. Da Ali glaubt, dass Almansor tot sei, gibt er Zuleima nun einem Christen zur Braut. – Nach dem Ende des Festes versucht Almansor mit Zuleima in Kontakt zu treten und singt unter ihrem Balkon ein Ständchen. Zuleima erkennt Almansor, und schnell flammt die alte Liebe wieder auf. Am nächsten Morgen wäre Almansor schon fast so weit, Zuleima zuliebe den verhassten christlichen Glauben anzunehmen, als sie ihm gesteht, dass sie schon an diesem Tag mit einem Spanier Hochzeit feiern werde. Almansor verlässt sie erschüttert, fasst aber schon bald gemeinsam mit Hassan den kühnen Plan, Zuleima während des Hochzeitfestes zu entführen. Zusammen mit anderen getreuen Mauren stürmen sie während des Festes Alis Schloss, und Almansor gelingt es in dem Tumult tatsächlich, Zuleima mit sich zu nehmen. Ali hat unterdessen erfahren, dass sein totgeglaubter Sohn Almansor doch noch lebt, und eilt ihm mit seiner Gefolgschaft nach. In einer Felsgegend holen sie das Liebespaar ein, doch diese halten die Schar für feindliche Verfolger und stürzen sich in die Schlucht, um wenigstens im Tode vereint zu sein.

## Hintergrund

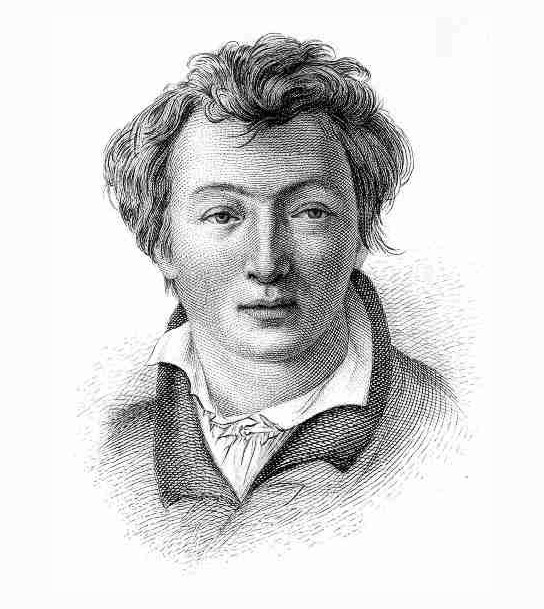
Heinrich Heine in den 1820er Jahren

Die Tragödie Almansor aus den Jahren 1820–22 ist eines von drei literarischen Werken Heinrich Heines mit diesem Titel. Ebenso wenig wie die Gedichte Almansor (1826) und Der sterbende Almansor (Erstdruck 1847) nimmt der Titel Bezug auf den Regenten im Kalifat von Córdoba Almansor noch auf eine andere historische Person mit Namen al-Mansur. Der Name Almansor (arabisch المنصور, DMG al-Manṣūr ‚der Siegreiche‘), eigentlich ein Thron- oder Beiname verschiedener islamischer Herrscher oder Feldherren, wird von Heine als einfacher arabischer Name für verschiedene fiktive Figuren verwendet.
Um 1820 hatte Heine dieselbe romantische Begeisterung für die Geschichte des islamischen Spanien ergriffen, die im 19. Jahrhundert diverse künstlerische Früchte hervorbrachte, am bekanntesten die Erzählsammlung Die Alhambra von Washington Irving (1829). Heines unmittelbare Quellen waren die Gayferos-Romanze aus dem Roman Der Zauberring (1812) von Friedrich de la Motte Fouqué, die altarabische Liebesgeschichte Madschnūn Lailā sowie der Geschichtsroman über Bürgerkriege Granadas von Ginés Pérez de Hita (1604).
Heines Tragödie spielt um das Jahr 1500 im Gebiet des ehemaligen Emirats von Granada. Nach Jahrhunderten relativer Koexistenz der Hauptreligionen Islam, Christentum und Judentum in Al-Andalus war mit der Vollendung der Reconquista durch den Fall von Granada (1492) die Lage für Muslime und Juden in Spanien bedrohlich geworden. Obwohl der letzte maurische Emir von Granada Muhammad XII. in den Kapitulationsverhandlungen Ende 1491 die Gewährung von Glaubensfreiheit für die Nichtchristen herausgehandelt hatte, erließen die Katholischen Könige Isabella I. von Kastilien und Ferdinand II. von Aragón bereits 1492 das Alhambra-Edikt, mit dem die jüdische Bevölkerung des Landes verwiesen wurde. Auch die verbliebene muslimische Bevölkerung (Morisken) geriet zunehmend unter Druck. 1499 hatte der Erzbischof von Toledo und spätere Großinquisitor Francisco Jiménez de Cisneros die Verbrennung von 5000 Büchern islamischer Theologie (darunter des Koran), Philosophie, Geschichtsschreibung und Naturwissenschaften angeordnet; einzig die Bücher über Medizin ließ er ausdrücklich verschonen und nach Alcalá de Henares bringen. Auf diese Verbrennung spielt die Äußerung Hassans an: „Das war ein Vorspiel nur, dort wo man Bücher verbrennt, verbrennt man auch am Ende Menschen.“ Dieser Satz wurde später als prophetische Äußerung Heines in Hinblick auf die Bücherverbrennung 1933 in Deutschland gedeutet.
Auch im maurischen Al-Andalus war es gelegentlich zu Bücherverbrennungen gekommen. Besonders der Usurpator Almansor (der nicht mit Heines Titelhelden identisch ist) hatte, um sich bei fanatischen islamischen Rechtsgelehrten beliebt zu machen, viele der Ketzerei verdächtigte Bücher antik-wissenschaftlichen Inhalts aus der berühmten Bibliothek des Kalifen al-Hakam II. verbrennen lassen. Dieses Ereignis spielte sich allerdings rund 500 Jahre vor der Handlung von Heines Drama ab und war nicht Gegenstand von Heines Schilderung.

## Entstehungs- und Publikationsgeschichte
Heine begann mit der Arbeit am Almansor im Herbst 1820 in Bonn-Beuel. Am 4. Februar 1821 berichtete er seinem Studienfreund Friedrich Arnold Steinmann, er habe das Stück „bis auf einen halben Akt“ fertig. Wann genau die Fertigstellung erfolgte, ist nicht bekannt, möglicherweise in Berlin im April 1821, jedenfalls vor Ende Januar 1822. Noch 1821 erschien ein unvollständiger Vorabdruck unter dem Titel Almansor. Fragmente aus einem dramatischen Gedicht als Fortsetzung in der Zeitschrift Der Gesellschafter. 1823 erschien die erste vollständige Druckfassung gemeinsam mit dem Drama William Ratcliff in dem Band Tragödien nebst einem lyrischen Intermezzo im Druck; im selben Jahr erlebte Almansor auch seine Uraufführung.

## Rezeption
Die Aufnahme des Almansor durch die Rezensenten war überwiegend freundlich. Von fünfzehn zeitgenössischen Rezensionen kamen sieben zu einer Einschätzung, die von Lob bis Enthusiasmus reichte. Nur vier Rezensionen waren überwiegend kritisch, der Rest unentschieden.

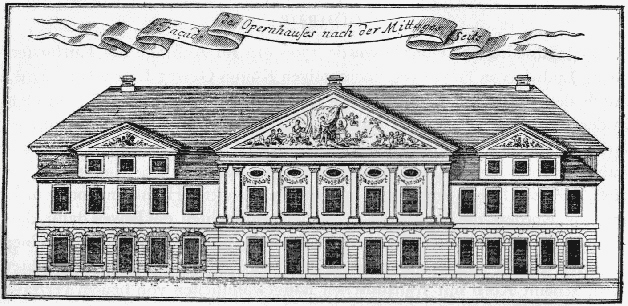
Nationaltheater Braunschweig, Stich von A. A. Beck (1747)

Die Uraufführung des Almansor fand am 20. August 1823 im Nationaltheater Braunschweig in einer Inszenierung von Ernst August Friedrich Klingemann statt. Klingemann hatte in mehrfacher Hinsicht in das Stück eingegriffen, ihm eine Einteilung in zwei Akte unterlegt, mehrere Passagen gestrichen und den Theaterzettel gegen Heines Willen mit einem Personenverzeichnis versehen.
Die Aufführung geriet zu einem Fiasko und musste nach tumultartigen Szenen im Zuschauerraum abgebrochen werden. Da keine unmittelbaren Zeitungsberichte über das Ereignis existieren, ist der Auslöser nicht ganz klar und lässt Raum für Spekulationen, die von persönlichen Intrigen bis zu Antisemitismus reichen. Laut Manfred Windfuhr, dem Herausgeber der Düsseldorfer Heine-Ausgabe, ist die wahrscheinlichste Erklärung die Anekdote, die der Darsteller des Almansor Eduard Schütz später berichtete. Demnach habe sich ein Zuschauer während der letzten Verwandlung gegen Ende der Aufführung nach dem Autor des Stückes erkundigt und als Antwort „Der Jude Heine“ zugeflüstert bekommen. In der irrigen Annahme, ein gleichnamiger israelitischer Geldwechsler aus Braunschweig habe die Tragödie verfasst, habe er daraufhin ausgerufen: „Was? den Unsinn des albernen Juden sollen wir anhören? Das wollen wir nicht länger dulden! Lasst uns das Stück auspochen!“ und damit die Proteste ausgelöst. Die Ursache des Theaterskandals wäre demnach Antisemitismus in Verbindung mit einer simplen Namensverwechslung.
Die misslungene Uraufführung blieb, soweit bekannt, die einzige Inszenierung des Stückes wie auch überhaupt eines von Heines Dramen.
In jüngerer Zeit ist Heines Toleranzstück besonders von islamischer Seite mehrfach gewürdigt worden.

## Ausgaben
- Heinrich Heine: Tragödien nebst einem lyrischen Intermezzo. Dümmler, Berlin 1823 (Erstdruck; Volltext in der Google-Buchsuche)